# FC Zestafoni
Football Club Zestafoni er en georgisk fodboldklub hjemmehørende i Zestafoni. De spiller i Umaglesi Liga, den øverste division i georgiske fodbold. De spiller deres hjemmekampe på David Abashidze Stadium. FC "Zestafoni" blev grundlagt den 18. juni 2004 på initiativ af aktionærerne i JSC "Giorgi Nikoladze Zestafoni Ferro-Alloy Plant". Siden det år har FC "Zestafoni" var engageret i det nationale mesterskab i Georgien blandt de bedste liga-hold.

## Titler
- Georgiske mesterskaber (2): 2011 og 2012.[1]
- Georgiske pokalturnering (1): 2008.[2]
- Superpokalturnering (2): 2011 og 2012.[3]